# 4958 Wellnitz
4958 Wellnitz је астероид главног астероидног појаса са пречником од приближно 27,61 .
Афел астероида је на удаљености од 3,242 астрономских јединица (АЈ) од Сунца, а перихел на 2,781 АЈ.
Ексцентрицитет орбите износи 0,076, инклинација (нагиб) орбите у односу на раван еклиптике 9,091 степени, а орбитални период износи 1909,238 дана (5,227 година).
Апсолутна магнитуда астероида је 11,50 а геометријски албедо 0,058.
Астероид је откривен 13. јула 1991. године.